# Gonçalo Diniz
Gonçalo Diniz (Lisboa, 28 de Maio de 1972) é um actor português.
Participou  no elenco da novela brasileira Xica da Silva (1997), interpretando o Dragão Macário. 
Conhecido pelas suas participações em novelas como Saber Amar (2003), Dei-te Quase Tudo (2005) e Tu e Eu (2006). Em 2005 participou no programa Quinta das Celebridades da TVI tendo-se envolvido amorosamente com Elsa Raposo. 
Em 2012 participou na telenovela Balacobaco da Rede Record. Em 2014 entra na telenovela Mar Salgado da SIC.
Em 2015 foi-lhe diagnosticado um cancro nos testículos. Após tratamentos de quimioterapia regressou à vida profissional em Março de 2016. Desde o início de 2015, namora com a apresentadora Sofia Cerveira de quem tem uma filha chamada Vitória que nasceu dia 30 de Julho de 2016.
Ainda na SIC entra em Rainha das Flores (2016). Muda-se para a TVI onde participa em A Herdeira (2017). Em 2019, de regresso à SIC, entra na novela Nazaré.

## Televisão
| Ano         | Projeto                              | Papel                                                                | Notas                    | Canal                     |
| ----------- | ------------------------------------ | -------------------------------------------------------------------- | ------------------------ | ------------------------- |
| 1995        | Malhação                             | Diego                                                                | Participação Especial    | Rede Globo                |
| 1996 - 1997 | Xica da Silva                        | Dragão Macário                                                       | Elenco Principal         | Rede Manch ete            |
| 1998        | Uma Casa em Fanicos                  |                                                                      | Ator Convidado           | RTP1                      |
| 1999        | A Febre do Ouro Negro                | Capataz                                                              | Elenco Principal         | RTP1                      |
| 2000        | Teorema de Pitágoras                 | Filipe                                                               | Elenco Principal         | SIC                       |
| 2001 - 2002 | O Processo dos Távoras               | D. Luís Bernardo de Távora, filho de D. Francisco de Assis de Távora | Elenco Principal         | RTP1                      |
| 2002        | A Minha Sogra É uma Bruxa            | Fábio                                                                | Elenco Adicional         | RTP1                      |
| 2002        | Sociedade Anónima                    | José                                                                 | Elenco Adicional         | RTP1                      |
| 2002 - 2003 | Tudo Por Amor                        | Jaime Pires                                                          | Elenco Principal         | TVI                       |
| 2003        | Saber Amar                           | Rui Nunes                                                            | Elenco Principal         | TVI                       |
| 2003        | Amo-te Teresa                        | Jaime                                                                | Elenco Principal         | SIC                       |
| 2004        | João Semana                          | Pedro                                                                | Participação Especial    | RTP1                      |
| 2004        | Inspetor Max                         | Ricardo Melo                                                         | Ator Convidado           | TVI                       |
| 2005        | Inspetor Max                         | Zé Diogo                                                             | Ator Convidado           | TVI                       |
| 2005        | Quinta das Celebridades (2.ª edição) | Ele Próprio                                                          | Concorrente              | TVI                       |
| 2005 - 2006 | Dei-te Quase Tudo                    | Tomás Guedes                                                         | Antagonista              | TVI                       |
| 2006 - 2007 | Tu e Eu                              | Vasco Lemos Silva Reis                                               | Antagonista              | TVI                       |
| 2008        | Casos da Vida                        | Filipe de Sá                                                         | Elenco Principal         | TVI                       |
| 2008        | Liberdade 21                         | Alexandre                                                            | Elenco Adicional         | RTP1                      |
| 2008 - 2009 | Vila Faia                            | Gaspar Guerreiro                                                     | Antagonista              | RTP1                      |
| 2008 - 2009 | Podia Acabar o Mundo                 | Geraldo da Câmara Fortunato Álvares                                  | Elenco Principal         | SIC                       |
| 2010        | Voo Directo                          | Afonso                                                               | Elenco Adicional         | RTP1                      |
| 2010 - 2011 | Liberdade 21                         | Alexandre                                                            | Elenco Principal         | RTP1                      |
| 2012        | Balacobaco                           | João Paulo Antunes                                                   | Elenco Principal         | Rede Record               |
| 2014        | As Canalhas                          | Eduardo                                                              | Ator Convidado           | GNT                       |
| 2014 - 2015 | Mar Salgado                          | João «Joni» Loureiro                                                 | Elenco Principal         | SIC                       |
| 2016 - 2017 | Rainha das Flores                    | César Barros                                                         | Elenco Principal         | SIC                       |
| 2017 - 2018 | A Herdeira                           | Manuel Araújo                                                        | Elenco Principal         | TVI                       |
| 2019 - 2020 | Nazaré                               | Gonçalo Vaz                                                          | Elenco Principal         | SIC                       |
| 2020        | Fátima                               | GNR Guard                                                            |                          | PICTUREHOUSE              |
| 2020        | A Generala                           | Gabriel Rosado                                                       | Elenco Adicional (OPTO)  | SIC                       |
| 2020        | O Clube (1.ª temporada)              | Rúben Bastos                                                         | Elenco Recorrente (OPTO) | SIC                       |
| 2021        | O Clube (2.ª temporada)              | Rúben Bastos                                                         | Elenco Recorrente (OPTO) | SIC                       |
| 2021        | Uma Vida Toda Empatada)              | Carlos                                                               |                          | RTP1                      |
| 2022        | Sin Límites (Miniserie)              | Duarte Barbosa                                                       | Elenco Principal         | Amazon Prime / Canal Sur  |
| 2023 - 2024 | Flor Sem Tempo                       | António Formiga                                                      | Elenco Principal         | SIC                       |
|             | Os Eleitos                           | Rogério Telles                                                       | Elenco Regular (OPTO)    | SIC                       |
| 2024        | Senna                                | Portuguese Commentator                                               |                          | NETFLIX                   |
| 2025        | Vitória                              |                                                                      | Elenco Principal         | SIC                       |
| 2025        | Flucht aus Liassabon                 | Claudio                                                              | Elenco Adicional         | FICTION MAGNET (DE) / NDF |

## Teatro
- 2001 - Trainspotting
- 2003 - Viriato
- 2015 - Secreta obscenidade de cada dia

## Cinema
- 2001 - Trainspotting